# Люттов-Фаллун
Люттов-Фаллун (нім. Lüttow-Valluhn) — громада в Німеччині, розташована в землі Мекленбург-Передня Померанія. Входить до складу району Людвігслуст-Пархім. Складова частина об'єднання громад Царрентін.
Площа — 24,30 км2. Населення становить 911 ос. (станом на 31 грудня 2020).

## Галерея

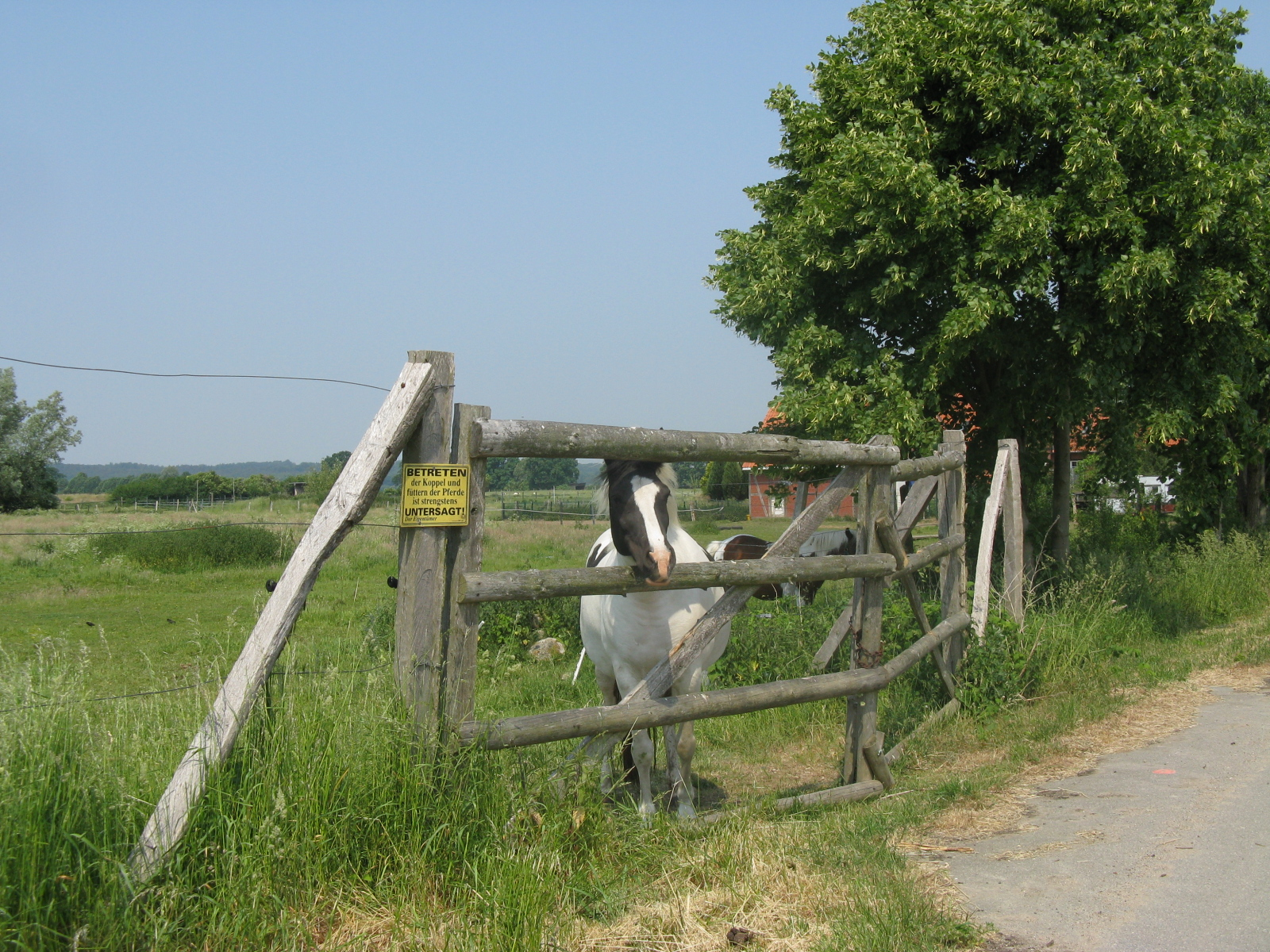
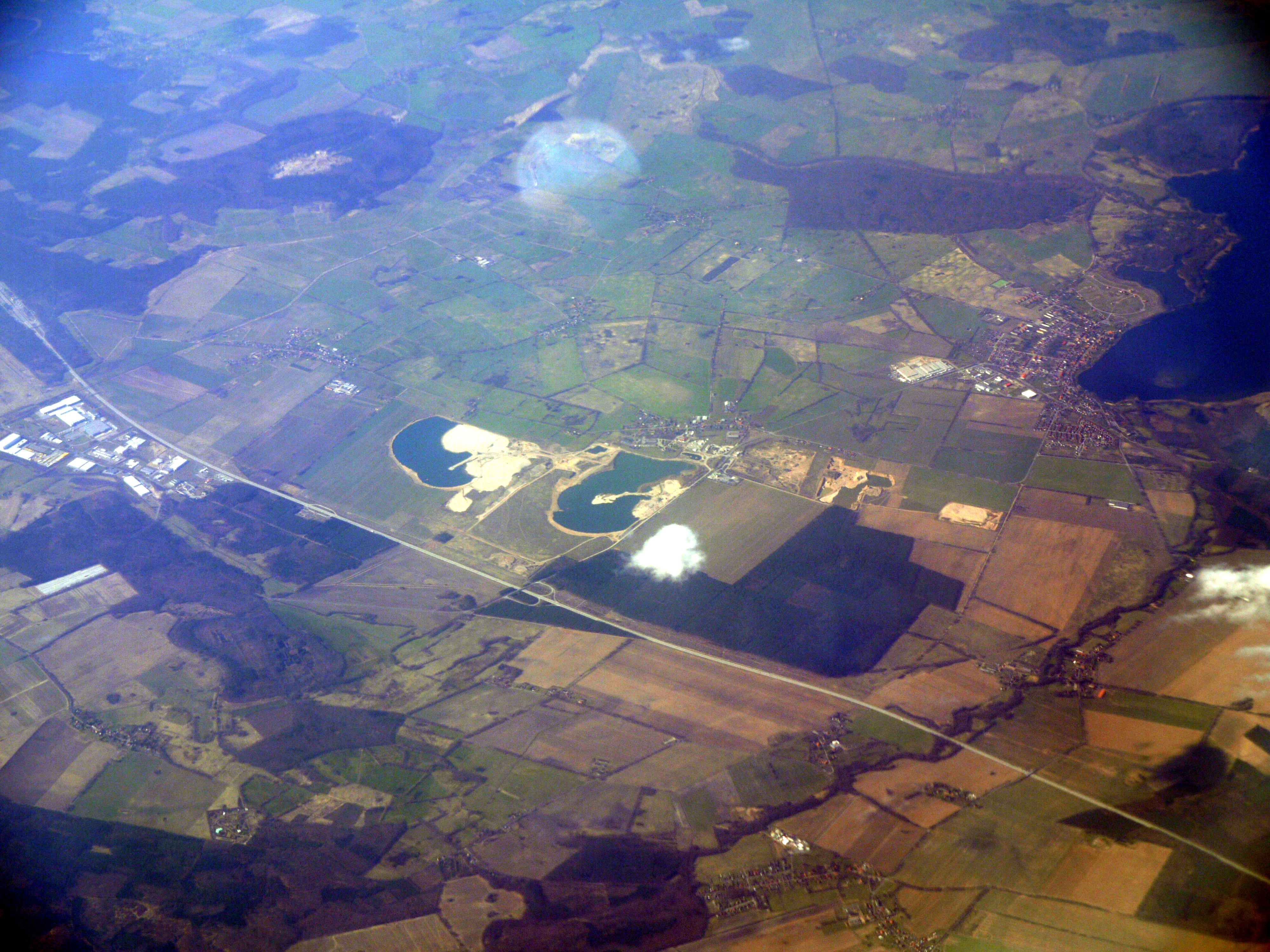